# Casa Baroda
Casa Baroda fue la residencia del maharajá de Baroda en Delhi. Se encuentra entre Kasturba Gandhi Marg y Copernicus Marg, al lado de Casa Faridkot y frente a Casa Hyderabad.

## Historia
Fue diseñada por el arquitecto de Nueva Delhi, Sir Edwin Lutyens . Diseñó la casa en un tren y fueron necesarios 15 años para su construcción, que finalizó en 1936. Actualmente se utiliza como Oficina de la Sede Zonal del Ferrocarril del Norte.

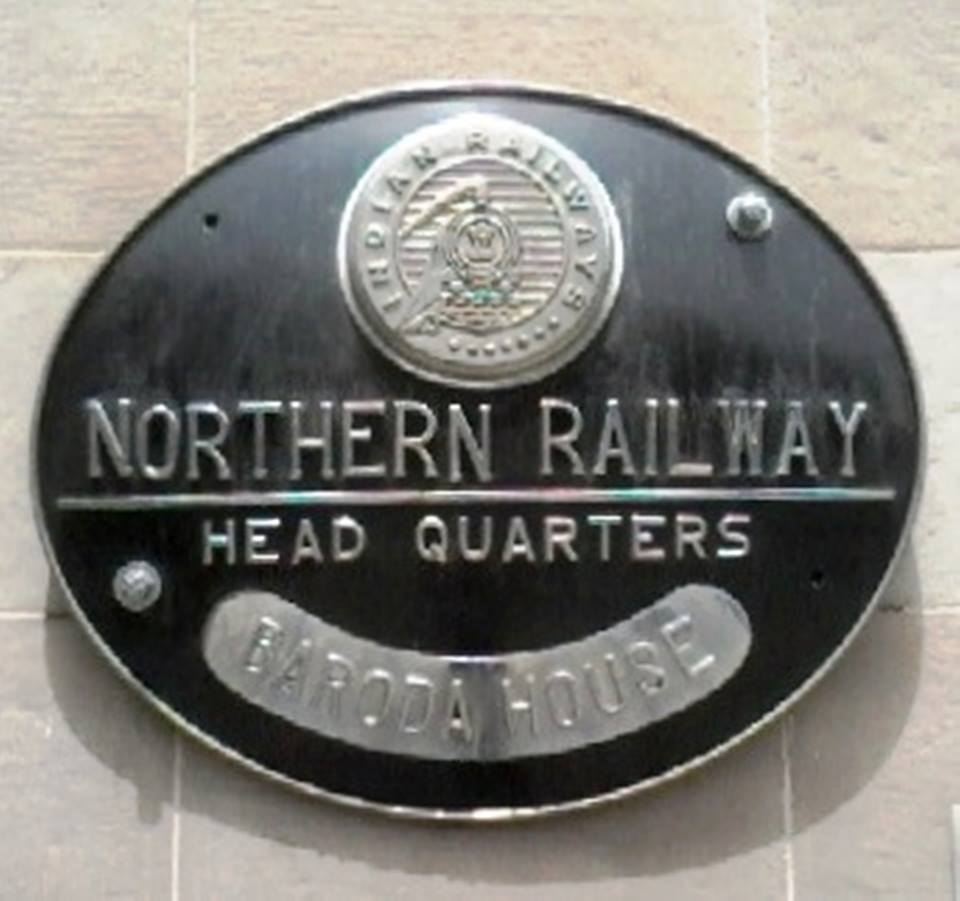
Placa del Ferrocarril del Norte en Casa Baroda